# 전주시장배 전국 장기왕 대회
전주시장배 전국 장기왕 대회는 1995년을 시작으로 해마다 전라북도 전주시에서 열리는 아마추어 장기 기전이다. 그러나 2004년, 2005년, 2006년, 그리고 2008년에는 프로 전문기사부를 함께 개최 하였다.

## 프로 전문기사부 역대 우승자
| 횟수 | 프로기전 횟수 | 년도   | 우승   | 준우승 |
| ---- | ------------- | ------ | ------ | ------ |
| 9회  | 1회           | 2004년 | 김경중 | 공현선 |
| 10회 | 2회           | 2005년 | 김경중 | 김동학 |
| 11회 | 3회           | 2006년 | 이점섭 | 이창원 |
| 13회 | 4회           | 2008년 | 이래원 | 주경덕 |